# カンガルー (音楽)
カンガルー (Kangaroo) は、かつて活動していた日本のフュージョンバンド。1983年にデビューして1986年に解散した。その間4枚のアルバムをリリースしている。
エレクトーン奏者出身の女性キーボード2人をフィーチャリングした軽快でリリカルな音楽性は「和製シャカタク」、「日本のシャカタク」とも呼ばれた。また、歌のないインストゥルメンタルの曲は、ニッポン放送の『オールナイトニッポン』などの地方CM番組枠での音楽や、テレビ東京の番組『クイズ地球まるかじり』の1988年頃の「一発逆転ごはんですよ！」コーナー曲(曲名:POPCORN)としても採用されている。

## 活動史
1982年にヤマハのアマチュア・バンド・コンテストEastWestに出場。強豪が揃うシニア部門で最優秀グランプリを獲得したほか、キーボードの新垣郁子と柵木ひとみがベストキーボード賞を受賞した。1983年にビクター音楽産業からアルバム『STEPPIN'』でデビュー。同年に行われたシャカタクの来日公演では前座を務めた。カンガルーとシャカタクはともにキーボードが主導する音楽性である事から、以後良くも悪くも「和製シャカタク」等と言われるようになる。
翌1984年は、グループに桑沢エミ、福原みどりの二人のヴォーカル＆コーラスを加入させた。この年はビデオ映像と同期させた当時としては先進的なライブを行うなどして話題を振りまいたり、前年に柵木ひとみが松本伊代のバックバンドの一員だったのがきっかけで、双方がレコード会社が一緒と言うことも手伝って、彼女のコンサートツアーにカンガルーとして支援を行うなど活躍の場を広げていった。
1985年、桑沢エミが脱退、福原みどりを主としたヴォーカル・フュージョン的な音楽性へ変化を遂げる。1986年、ヴォーカルナンバーの歌詞を英語から日本語に切り替え、シングル「A NIGHT IN NEW YORK」および同名アルバムは、インストナンバー以外は全編日本語詞で発表された。「A NIGHT IN NEW YORK」はCM曲としてテレビで頻繁に流れ、世間に知られる良い機会となった。しかし、同年に解散（なお、グループの中心的存在だった柵木ひとみは解散後結婚し、「小堀ひとみ」と名を替えている）。

## メンバー
- 松田俊郎（ベース）
- 日高恵一（ギター）
- 長谷川正志（ドラム）
- 柵木ひとみ（エレクトリック・ピアノ、キーボード）
- 新垣郁子（シンセサイザー）
- 福原みどり（ヴォーカル）
- 桑沢エミ（ヴォーカル）

## ディスコグラフィ

### アルバム
LP/CD発売元はビクター音楽産業で、ブランド名は「invitation」扱い。
2014年6月にタワーレコード限定で復刻された。ファーストおよびセカンドは初CD化となる。
- 『STEPPIN'』（1983年:LP/VIH-28136）
- 『NICE! NICE!! NICE!!!』（1984年:LP/VIH-28168）
- 『DISK』（1985年:LP/VIH-28213,CD/VDR-1012）-「1曲目を除いて、曲の頭だし10～20秒間」は丸井のイメージソング。
- 『A NIGHT IN NEW YORK』（1986年）

### シングル
- 「A NIGHT IN NEW YORK」（1986年）- 渡辺自動車研修所CMソング
- 「TWO OF US」（1986年）